# Pierre Guichard
Pierre Guichard – francuski judoka.
Uczestnik mistrzostw świata w 1967 i 1969. Zdobył pięć medali mistrzostw Europy w latach 1968 - 1971, w tym trzy w drużynie. Brązowy medalista uniwersjady w 1967. Mistrz Francji w 1969 roku.